# Động Sơn Lương Giới
Động Sơn Lương Giới (zh. dòngshān liángjiè 洞山良价, ja. tōzan ryōkai, năm 807 - ngày 8 tháng 3 năm 869) là Thiền sư Trung Quốc đời Đường, pháp tự của Thiền sư Vân Nham Đàm Thạnh. Cùng với môn đệ là Tào Sơn Bản Tịch, sư sáng lập tông Tào Động - một dòng Thiền vẫn còn lưu truyền đến ngày nay tại Trung Quốc, Nhật Bản, Hàn Quốc, Việt Nam và được truyền sang phương Tây. Sư quyền khai Ngũ vị để giáo hóa học đồ, đời sau gọi là Động Sơn ngũ vị.

## Cơ duyên và hành trạng
Sư họ Du, húy là Lương Giới, quê ở Cối Kê, tỉnh Triết Giang. Sư xuất gia từ thuở nhỏ, một hôm sư theo thầy tụng Bát-nhã-ba-la-mật-đa tâm kinh đến câu: "Vô nhãn, nhĩ, tĩ, thiệt, thân, ý", sư lấy tay rờ mặt hỏi thầy: "Con có mắt, tai, mũi, lưỡi sao kinh nói không?" Thầy thấy lạ và giới thiệu sư đến núi Ngũ Duệ yết kiến Thiền sư Linh Mặc (trước học với Mã Tổ, sau đại ngộ nơi Thạch Đầu).
Năm 21 tuổi, sư đến Tung Sơn thụ giới cụ túc. Sau đó sư du phương, yết kiến Nam Tuyền Phổ Nguyện. Gặp ngày kị trai Mã Tổ, Nam Tuyền hỏi chúng: "Cúng trai Mã Tổ, vậy Mã Tổ có đến hay chăng?" Tất cả chúng không đáp được, sư bước ra thưa: "Đợi có bạn liền đến." Nam Tuyền khen: "Chú nhỏ này tuy là hậu sinh rất dễ giũa gọt." Sư thưa: "Hoà thượng chớ ếm kẻ lành thành đứa giặc."
Sư đến Quy Sơn Linh Hựu tham vấn. Quy Sơn lại chỉ đến Vân Nham.
Đến Vân Nham sư hỏi: "Vô tình thuyết pháp, người nào được nghe?"
Vân Nham bảo: "Vô tình thuyết pháp, vô tình được nghe."
Sư hỏi: "Hoà thượng nghe chăng?"
Vân Nham bảo: "Ta nếu nghe, ngươi đâu thể được nghe ta thuyết pháp."
Sư thưa: "Con vì sao chẳng nghe?"
Vân Nham dựng phất tử, hỏi: "Lại nghe chăng?"
Sư thưa: "Chẳng nghe."
Vân Nham bảo: "Ta thuyết pháp mà ngươi còn chẳng nghe, huống là vô tình thuyết pháp."
Sư hỏi: "Vô tình thuyết pháp gồm những kinh điển gì?"
Vân Nham bảo: "Đâu không thấy kinh A-di-đà nói: nước, chim, cây rừng thảy đều niệm Phật, niệm pháp?"
Ngay câu này sư có tỉnh, thuật bài kệ:
Hán văn
也大奇！也大奇！
無情說法不思議
若將耳聽終難會
眼處聞時方得知
Phiên âm
Dã đại kì, Dã đại kì
Vô tình thuyết pháp bất tư nghì
Nhược tương nhĩ thính chung nan hội
Nhãn xứ văn thì phương đắc tri.
Dịch nghĩa
Cũng rất kì! Cũng rất kì!
Vô tình thuyết pháp chẳng nghĩ nghì
Nếu lấy tai nghe trọn khó hội
Phải đem mắt thấy mới liễu tri.

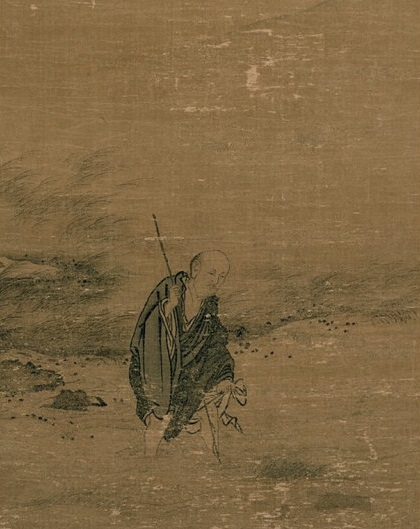
Bức hoạ mô tả Thiền sư Động Sơn đại ngộ khi thấy bóng mình dưới nước.

Sắp rời Vân Nham, sư hỏi: "Sau khi Hoà thượng trăm tuổi, chợt có người hỏi ‘tả được hình dáng của thầy chăng?’ con phải đáp làm sao?" Vân Nham lặng thinh hồi lâu, bảo: "Chỉ cái ấy." Sư trầm ngâm giây lâu, Vân Nham bảo: "Xà-lê Lương Giới thừa đương việc lớn phải xét kĩ." Sư vẫn còn hồ nghi. Sau, sư nhân qua suối nhìn thấy bóng, đại ngộ ý chỉ, liền làm bài kệ:
Hán văn
切忌從他覓
迢迢與我疏
我今獨自往
處處得逢渠
渠今正是我
我今不是渠
應修甚麼會
方得契如如
Phiên âm
Thiết kị tòng tha mịch
Thiều thiều dữ ngã sơ
Ngã kim độc tự vãng
Xứ xứ đắc phùng cừ
Cừ kim chính thị ngã
Ngã kim bất thị cừ
Ưng tu thậm ma hội
Phương đắc khế như như.
Dịch nghĩa
Rất kị tìm nơi khác
Xa xôi bỏ lãng ta
Ta nay riêng tự đến
Chỗ chỗ đều gặp va
Va nay chính là ta
Ta nay chẳng phải Va
Phải nên như thế hội
Mới mong hợp như như.
Đến thời pháp nạn phế Phật Hội Xương (845), Đường Vũ Tông ra lệnh phá bỏ chùa chiền, cưỡng bức tăng ni hoàn tục. Sư lánh nạn chờ thời cơ hoằng dương Phật pháp.
Niên hiệu Đại Trung (zh. 大中, 847-860), sư đến trú tại động Tân Phong ở vùng Cao An, tỉnh Giang Tây. Có vị đại thí chủ là  Lôi Hoành xin quy y theo sư và phát tâm xây cất Động Sơn Quảng Phúc tự (zh. 洞山廣福寺), tức là Phổ Lợi Thiền viện (zh. 普利禪院) để cúng dường sư. Sư trụ trì ở đây và xiển dương tông phong của mình rất được thịnh hành, đồ chúng không dưới một nghìn người . Dưới sư có rất nhiều môn đệ nổi danh, trong đó điển hình nhất là Vân Cư Đạo Ưng, Tào Sơn Bản Tịch, Sơ Sơn Khuông Nhân, Long Nha Cư Độn. Đặc biệt, pháp hệ của Tào Sơn Bản Tịch hợp lại với sư mà trở thành tông Tào Động.
Cơ phong giáo hóa của sư rất miên mật, vi tế. Sư không dùng hét như Thiền sư Lâm Tế Nghĩa Huyền, cũng không dùng đánh như Thiền sư Đức Sơn Tuyên Giám mà dùng sự đối đáp Thiền cơ qua lại giữa thầy và trò một cách liên tục, không gián đoạn để giúp trò khai ngộ. Công án sau đây là một ví dụ:
Thượng tọa Ý hỏi: "Như như biến có trước hay Bất như như biến có trước?"
Sư đáp: "Như như biến có trước, Bất như như biến cũng có trước."
Thượng tọa hỏi: Như như biến chia ra hơn kém hay Bất như như biến chia ra hơn kém?
Sư đáp: "Như như biến chia ra hơn kém, Bất như như biến cũng chia ra hơn kém."
Thượng tọa lại hỏi: "Vì sao lại chia ra bỉ thử?"
Sư đáp: "Cũng chia cũng chẳng chia."
Thượng tọa hỏi: "Thế nào là phân chia?"
Sư đáp: "Như như biến!"
Thượng tọa hỏi: "Thế nào là chẳng phân chia?"
Sư đáp: "Bất như như biến!"
Thượng tọa hỏi: "Chẳng lẽ là việc toàn thân chẳng toàn thân?"
Sư đáp: "Chẳng phải đạo lý ấy!"
Thượng tọa hỏi: "Như vậy là đạo lý gì?"
Sư đáp: "Đó là đạo lý Như như biến, Bất như như biến! Thượng tọa cần biết không? Cũng như bà già 80 tuổi gả cho đứa bé 3 tuổi, tuy lớn nhưng vẫn bị đứa bé kia kêu gọi mãi, chẳng được tự do."
Thượng tọa Ý nghe xong liền khai ngộ.
Thiền sư Động Sơn có nêu lên một số Thiền bệnh mà người học Thiền thường mắc phải là sự bám chấp, dính mắc vào các kiến thức, hiểu biết bên ngoài mà không thấy rõ được bản chất thật của sự vật, hiện tượng (Kiến sấm lậu); hay tâm còn nằm trong vòng phân biệt đối đãi như thích cái này, ghét cái khác (Tình sấm lậu); hoặc chấp trước vào văn tự, lời dạy của Phật, Tổ mà không biết đó chỉ là công cụ, phương tiện dùng để diễn đạt chân lý tuyệt đối (Ngữ sấm lậu). Nguyên văn ở trong Động Sơn Ngữ Lục:
"Thời mạt pháp, con người phần nhiều là càn huệ, nếu muốn phân biệt chân ngụy thì có ba loại Sấm lậu. Thứ nhất là Kiến sấm lậu, tức căn cơ không lìa địa vị, đọa lạc tại biển độc; thứ hai là Tình sấm lậu, tức bị kẹt tại thủ xả, chỗ thấy thiên khô; thứ ba là Ngữ sấm lậu, tức chuyên nghiên cứu ngữ cú của Tổ sư mà đánh mất Tông chỉ, trước sau mờ mịt. Trí ô trọc của người học lưu chuyển, tất cả chẳng ngoài ba loại này, ông cần phải biết rõ!"
Sư cũng đưa ra những tiêu chuẩn cần có của một người xuất gia và liệt kê một số thói xấu mà người tu thường mắc phải để răn dạy họ sống đúng phạm hạnh:
"Phàm là bậc Sa-môn Thích tử phải lấy việc hướng thượng làm tông chỉ. Lìa bỏ các duyên, sống đời đạm bạc; dứt tình thân cha mẹ, bỏ cả nghĩa vua tôi; cạo tóc đắp ca-sa, tay ôm bình bát, đạp trên con đường tắt xuất trần, bước lên giai vị Thánh. Thân tâm trong sạch như sương, thanh tịnh như tuyết; long thần kính ngưỡng, ma quỷ qui hàng, chuyên tâm thành ý báo thâm ân Phật.  Thế thì cha mẹ mới mong được lợi ích. Há chỉ lo thâu nạp môn đồ, chạy theo bè bạn, lo việc bút nghiên, văn chương trau chuốt, thiết tha danh lợi, lao nhọc theo trần, chẳng tuân giới luật, trái phạm oai nghi, để một đời luống uổng trôi qua, vĩnh kiếp mai sau chịu nhiều gian khổ. Nếu như thế đâu được gọi là Thích tử Thiền môn."— Động Sơn Lương Giới, Động Sơn Ngữ Lục

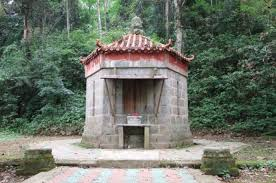
Tháp Huệ Giác, nơi an táng nhục thân Thiền sư Động Sơn Lương Giới.

Sắp tịch, sư sai cạo tóc tắm gội xong, đắp y bảo chúng đánh chuông, giã từ chúng ngồi yên mà tịch. Đại chúng khóc lóc mãi không dứt. Sư chợt mở mắt bảo: "Người xuất gia tâm chẳng dính mắc nơi vật, là tu hành chân chính. Sống nhọc thích chết, thương xót có lợi ích gì?" Sư bảo chủ sự sắm trai để cúng dường. Chúng vẫn luyến mến quá, kéo dài đến ngày thứ bảy. Thụ trai cùng chúng xong, sư bảo: "Tăng-già không việc, sắp đến giờ ra đi, chớ làm ồn náo!" Nói xong sư vào trượng thất ngồi yên mà tịch. Bấy giờ là ngày 8 tháng 3 năm thứ mười (869), niên hiệu Hàm Thông đời Đường. Sư thọ 63 tuổi, 42 tuổi hạ. Vua sắc phong là Ngộ Bản Thiền sư, đệ tử đem nhục thân sư nhập tháp Huệ Giác ở Động Sơn Quảng Phúc tự, đến nay vẫn còn.
Tác phẩm của sư để lại có Thuỵ Châu Động Sơn Lương Giới Thiền Sư Ngữ Lục (zh. 瑞州洞山良价禪師語録), Bảo Kính Tam Muội Ca (zh. 寶鏡三昧歌), Huyền Trung Minh.